# Fattore di guadagno nell'energia da fusione
Il fattore di guadagno di un reattore a fusione nucleare è definito come il rapporto fra la potenza prodotta in un reattore nucleare a fusione, e la potenza spesa per mantenere il plasma del reattore in equilibrio, cioè in uno stato stazionario. Questo parametro gioca un ruolo fondamentale nei calcoli dell'efficienza di un reattore a fusione, come per esempio nel criterio di Lawson.
Questo parametro viene spesso indicato con la lettera Q, ed è definito in formule come:
{\displaystyle \,Q={\frac {P_{N}}{P_{H}}}} .
dove {\displaystyle P_{N}} è la potenza prodotta dalle reazioni di fusione ("N" sta per nucleare), mentre {\displaystyle P_{H}} è la potenza spesa per mantenere attiva la reazione di fusione ("H" sta per heating, cioè riscaldamento).
La condizione minima per mantenere attiva la reazione di fusione è che la potenza immessa nel plasma eguagli la potenza prodotta dalle reazioni di fusione: questa condizione porta ovviamente a {\displaystyle Q=1} ed è detta condizione di pareggio o di breakeven.
La condizione ideale è quella in cui il plasma si autosostiene, senza la necessità di immettere potenza dall'esterno (in modo simile a quanto succede nel sole e nelle altre stelle): questa condizione implica {\displaystyle P_{H}=0} e corrisponde a {\displaystyle Q=\infty }, ed è detta condizione di ignizione.
Lo scopo del futuro reattore a fusione è quello di produrre energia elettrica in modo continuo. Per questo motivo si deve andare oltre la condizione di pareggio {\displaystyle Q=1}, in cui la potenza immessa viene completamente trasformata in potenza da fusione: questo perché inevitabili processi di perdita di potenza nel plasma (conduzione termica, Bremsstrahlung, ecc.) sono irreversibili, e se non adeguatamente bilanciati da un eccesso di potenza in ingresso, portano allo spegnersi della reazione di fusione. Tuttavia, non è nemmeno necessario arrivare alla condizione di ignizione, in quanto un reattore che idealmente non richiede potenza in ingresso è anche totalmente instabile, in quanto non c'è alcun modo di controllare il tasso con cui avvengono le reazioni di fusione al suo interno.
Per l'esperimento internazionale ITER, il cui scopo dichiarato è quello di dimostrare che un reattore a fusione sarà capace di superare la condizione di breakeven per più di un'ora, si prevedono dei valori del fattore di guadagno {\displaystyle Q>10}.